# 徐容吉
徐 容吉（ソ・ヨンギル、朝鮮語: 서용길、1912年8月6日 - 1992年6月18日）は、大韓民国の教育者、政治家。制憲韓国国会議員。
号は一滄（イルチャン、일창）。キリスト教徒。

## 経歴
日本統治時代の忠清南道牙山郡湯井面出身。温陽公立普通学校（現・温陽初等学校）、京城培材中学校、延禧専門学校（現・延世大学校）文科卒、京都帝国大学（現・京都大学）経済学部経済科中退。朝鮮火薬銃砲株式会社勤務を経て、光復後は培材中学校英語教師、国立ソウル大学校商科大学経済政策講師、成均館大学校経済学講師・教授、制憲国会議員、反民族行為特別調査委員会特別検察官、民族統一推進会顧問、制憲国会議員同志会副会長を務めた。特に1948年の初代総選挙では牙山郡選挙区から無所属で出馬し、1946年まで党籍を置いた韓国民主党の尹潽善候補を抑えて当選した。農業を経て1954年の第3代総選挙、1960年の第5代総選挙および1967年の第7代総選挙にも出馬したが、いずれも落選した。
1992年6月18日、持病によりソウル市江南区のセブランス病院で死去。享年80。

## 活動
国会議員時代は外国軍の撤退要請に関する緊急動議案の提出に加わったなど、積極的に活動したため、旧来の親日派勢力の反感を買った。1949年には反民族行為特別調査委員会に一緒に参加した少壮派議員らと共に「国会フラクツィア事件」により拘束され、西大門刑務所に収監された。朝鮮戦争が起きた後に釈放されたが、同事件に巻き込まれた多くの人物みたいに越北せずに韓国に残ったため、1950年11月にソウルが奪還された後には再び収監された。その後裁判所により「国家保安法違反」について無罪を宣告されたため、釈放された。